# ジョージア州の歴史
ジョージア州の歴史（ジョージアしゅうのれきし）では、アメリカ州の先住民族が現在のアメリカ合衆国ジョージア州に住み始めてからの歴史を概説する。

## 前史
ヨーロッパ人による接触以前、先住民族の文化は4つの時代区分に分けられる。パレオ・インディアン期、古期、ウッドランド期およびミシシッピ文化期である。ミシシッピ文化は西暦800年から1500年まで続き、都市型社会を発展させ、断面台形のマウンドを築いたという特徴があり、また階層性首長制国家（首長により治められる社会構造、 チーフダム）、数多くの村落によって支えられた灌漑や家畜などを用いない単純な形態の農耕および「南東部祭礼様式」、またはサザン・カルトと呼ばれる一連のテーマの図像が施された銅、貝および雲母製の装身具が特徴である。今日のジョージア州で一番大きなマウンドビルダーの集落ないし祭祀センターは、アーリー郡のコロモキ、バートー郡のエトワーおよびメイコン市のオクマルギーがある。ミシシッピ文化が崩壊した原因は未詳である。考古学的な証拠では、人口の過剰と不作によってヨーロッパ人による征服以前に大きな首長制国家が凋落したことを示唆しているが、1539年から1542年にかけてのエルナンド・デ・ソトの探検隊によって疫病が持ち込まれたことが崩壊の主要な原因という説もある。

## ヨーロッパ人の探検
ヨーロッパ諸国によるアメリカ大陸の植民地化の時代、チェロキー族とクリーク族インディアンが現在のジョージア州となる領域に住んでいた。チェロキー族はイロコイ族起源のアパラチア種族であり、アパラチア山脈の尾根や渓谷に沿って南方に拡がり、領域の南限にあたるチャタフーチー川上流からオハイオ川全域に拡がる地域に住んでいた。クリーク族インディアンすなわちマスコギー族はマウンドビルダーの子孫である種族の緩やかな連合であり、オクマルギー川、フリント川およびチャタフーチー川下流に沿ったローワー・クリークとより遠くクーサ川とアラバマ川に沿ったアッパー・クリークに分かれていた。
ジョージアを最初に見たヨーロッパ人が誰であるかは分かっていないが、スペイン人フアン・ポンセ・デ・レオンがフロリダ探検時期にジョージアの海岸を航行した可能性がある。1526年、ルーカス・ヴァスケス・デ・アイロンが恐らくはセントキャサリーンズ島に近い所に植民地を造ろうとした。
他にもフランスのジャン・リボーの下でシャルルフォートと呼ばれる植民地建設が試みられ、現在のサウスカロライナ州のポートロイアル・サウンドの地域にフランスのユグノーが入植した。この植民地は1年以内に失敗した。ほとんどの開拓者はルネ・グーレーヌ・ド・ロードニエールに従って南に下り、現在のフロリダ州にカロリーヌ砦と呼ばれる新しい基地を建設した。
その後の数十年間、多くのスペイン人探検家がスペイン領フロリダから内陸地域を訪れた。1540年にエルナンド・デ・ソトが報告していた地元のマウンドビルダー文化は1560年までに完全に消失した。
カロライナ植民地のイギリス人毛皮交易業者が1560年に初めてローワー・クリークと遭遇し、オクマルギー砦を創設して、鹿皮や種族間戦争で捕まえた奴隷を鉄製道具、銃、衣類およびラム酒と交換した。

## イギリス植民地

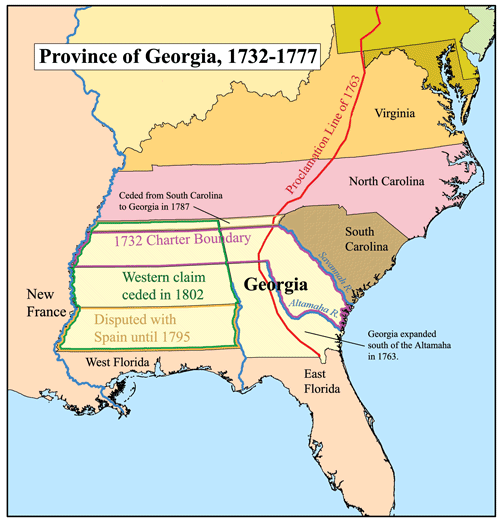
ジョージア植民地の地図

ジョージアの支配を巡るスペインとイギリスの間の紛争は1670年頃に加熱し始めた。この頃、イギリスの植民地であるサウスカロライナ植民地がスペイン領フロリダの一部であるグアレとモカマの伝道所の直ぐ北に造られた。グアレとモカマは今日ジョージア州の一部であるが、カロライナの首都チャールストンとスペイン領フロリダの首都セントオーガスティンの中間に位置した。住民は繰り返し両国からの軍事的侵略を受けた。伝道の仕組みは1704年までに完全に破壊され、その後のジョージアの海岸はイギリス人と同盟を組むヤマシー族に占領され、1715年から1717年のヤマシー戦争でヤマシー族が激減するまで続いた。生き残ったヤマシー族はフロリダに逃亡し海岸は全く人がいなくなり、新しいイギリス植民地の可能性ができた。敗北したヤマシー族の数少ない生き残りはヤマクロ族として知られるようになった。
1730年代早くにイギリス人の大量入植が始まった。イギリスの議会議員のイギリス人ジェイムズ・オグルソープがイングランドの清貧に甘んじる立派な人たちのために、混雑する債務者刑務所の代案として、この地域を入植地に使うというアイディアを推進した。オグルソープとその他のイギリス人慈善家は1732年6月9日にジョージア植民地の被信託人として王室の勅許を確保した。この植民地は債務者によってあるいは債務者のために設立された訳ではない。しかし、ジョージアが債務者や受刑者の植民地として造られたという誤った認識が続いた。被信託人達は「我々自身のためではなく、他人のために」というモットーでジョージアへの入植者を選別した。1733年2月12日、HMSアン号で最初の開拓者達が後にサバンナ市となる場所に上陸した。
ライト知事は1766年にジョージアに有るものついて次のように書き記した。
1735年から1750年まで、イギリス領アメリカ植民地の中でも特異なジョージア被委託者達は公的な政策としてアフリカ人奴隷を禁止した。しかし、隣接するサウスカロライナ植民地で奴隷に基づくプランテーション経済の富が成長する様子が見せられ、植民地人に使える労働力よりも奴隷はより利益を生むものになった。ヨーロッパの経済状態が改善され、年季奉公で移民して来ようという白人が少なくなった。白人の多くは低地帯の気候と病気によって死亡率が高かった。
1749年、植民地は奴隷制禁止を撤廃した。1750年から1775年までに、農園主は急速に奴隷を輸入したので、奴隷人口は500人足らずからおよそ18,000人までに成長した。アフリカ人は低地帯中にダム、堤など灌漑設備の念入りな土木工事を行うための知識と材料技術を持っており、米とアイの栽培を助けた。後にサトウキビが栽培品目に加わった。ジョージアの農園主は主にアフリカの米を育てている地域、現在のシエラレオネ、ガンビアおよびアンゴラから奴隷を輸入した。これらアフリカ人は米作の経験があり、その技術を植民地に持ち込んで、商品生産の成功に役だった。
サウスカロライナの農園主はジョージアの当初の開拓者よりも富裕であり、南に移住してきて植民地を支配した。彼らはサウスカロライナ低地帯の慣習や制度を持ち込んだ。農園主はその大規模な海岸プランテーションには高い確率で不在であった。夏の低地帯では罹患率の高い「病気の季節」に家族を高度の高い地域にしばしば連れて行った。
大規模プランテーションが普及し発展することで、ジョージアの海岸社会はバージニアよりも西インド諸島のそれに近いものになった。アフリカ生まれの奴隷と近接する地域から来たアフリカ人の人口比率が高くなった。サウスカロライナとジョージアの「米海岸」の奴隷はユニークなガラあるいはギーチー文化（ジョージアではギーチーが通常使われる）が発展し、アフリカの言語、宗教および文化の遺産の重要な部分が保存された。この文化は低地帯や島嶼部で発展し、そこではアフリカ系アメリカ人奴隷が後に綿花プランテーションで働いた。アフリカ系アメリカ人の影響は料理や音楽に強く南部文化の一体的な部分となった。

## アメリカ独立戦争
1760年代、アメリカ独立戦争前の10年間、イギリスはジョージアの18,000人の白人植民地人を近くにいる10,000人の敵対的インディアンで脅した。総督のジェイムズ・ライトは人気があった。しかし、ジョージアの市民はボストン市民と同じ政治的道筋を歩き、かれらの権利と理想的共和制について独自に概念を発展させた。これらは印紙税を課するようなイギリスの行動で侵犯されており、1765年にジョージア市民もこれを非難した。さらに恐ろしいことはボストン茶会事件のあとでイギリスがボストンを懲罰に及んだことであった。多くの植民地人が次は自分達の番だと怖れ、事実そのようになった。
1774年8月、サバンナで植民地集会が開かれ、大衆は「保護と忠誠は補完の関係だ。イギリスの憲法下では相関する言葉だ。...憲法は代表なくして課税なしを認めている」と宣言した。ジョージアには不平の原因はほとんど無かったが理論的に愛国者の側を支持しイギリスを排除した。
コンコードの戦いの報せに怒った愛国者達は1775年5月11日、サバンナのイギリス軍武器庫を襲撃し、その弾薬を運び出した。6月4日には習慣的にイギリス国王の誕生日を祝う日だったが、国王に対する荒れ狂ったデモに変わり、自由の柱が建てられた。一か月以内に愛国者達は完全にイギリス王室の権威を否定し、独自の政府を打ち立てた。6月と7月、サバンナで開催された会合で、政府を運営し、他の植民地との協力を進めるために安全委員会と植民地議会の議員を選んだ。軍隊を召集し戦争への準備を始めた。総督のライトは1775年9月16日にダートマス卿に宛てて、「要するに、全執行権限は彼らのもとにあり、総督は名目上よりもさらに悪いままとなっている。」と書き送った。
1776年2月、ライトはイギリス軍の軍艦に逃亡し、愛国者達がジョージアの全てを支配した（ライスボートの戦い）。新しい議会は1776年4月15日に「規則と規制」を採択し、これが1776年憲法と見なされ得る（ジョージアでは独立宣言が無かった）。ジョージアはもはや植民地ではなかった。議会によって選ばれわずか6ヶ月任期の弱い行政長官「プレジデントおよび総司令官」のいる邦であった。以前の2つの議会でプレジデントであったアーチボルド・バロックが初代プレジデントに選ばれた。バロックは民兵隊を動員し訓練することに努力を傾けた。1777年憲法は高度に民主的な文書となり、選出された議会に権限を置き、議会が知事を選んだ。上院は無く、選挙権はほとんど全ての白人男性に与えられた。
新しい邦の海岸は無防備であり、イギリス海軍にとって魅力的な目標となった。サバンナとその後背地は1778年にイギリス軍とロイヤリストの軍隊に占領された。アフリカ系アメリカ人奴隷は、イギリス軍の防衛線の中に逃げ込むことでその自立を選び、イギリス軍に解放を約束された。ジョージアにいた奴隷の3分の1以上にあたる5,000人近くが独立戦争の間に逃亡した。
愛国者達はオーガスタに移動した。1779年のサバンナ包囲戦では、アメリカ軍とフランス軍（フランス軍にはハイチからの自由黒人中隊も含まれていた）がサバンナ市を奪還しようとして失敗した。アメリカ独立戦争の終盤では、ジョージアの海岸地域にロイヤリストの植民地政府が機能していた。ニューヨーク市と共にそこがロイヤリストにとって最後の拠点であった。
初期の歴史家は次のように報告した。
ジョージア州は1788年1月2日にアメリカ合衆国憲法を批准した。
ジョージア州には当初8つの郡があり、バーク郡、カムデン郡、チャタム郡、エフィンハム郡、グリン郡、リバティ郡、リッチモンド郡。およびウィルクス郡であった。1777年にこれらの郡(County)が創出される前、ジョージアはparishと呼ばれる地方政治単位に分かれていた。

## アンテベラム時代
アンテベラムとは「戦争前」、すなわち南北戦争前の77年間を指す言葉である。
1787年、ビューフォート条約でジョージア州の東側境界はサバンナ川とツガロ湖までとされた。12ないし14マイルの土地（当時はチェロキー族が住んでいた）がノースカロライナ州の南側境界から湖を分けた。サウスカロライナ州はこの土地（そこから太平洋にまで伸びる全て）に対する領有権主張を連邦政府に預けた。
ジョージア州は北緯31度線から35度線の西方領土に対する領有権主張を維持しており、その南部は1798年にスペイン領フロリダの一部から創出したミシシッピ準州に重なっていた。ジョージア州はその領有権主張を1802年に放棄し、現在の西側境界が固まった。1804年、連邦政府は放棄された領域をミシシッピ準州に付加した。
1816年条約でジョージア州とサウスカロライナ州の現在の州境、つまりツガロ湖から北西に延びるチャトーガ川が定められた。
1794年、マサチューセッツ州生まれの職人でサバンナに住んでいたイーライ・ホイットニーが、綿糸生産を機械化するコットンジンを発明し特許を取った。産業革命によって、イングランドの北部に世界でも初めての工場で紡績と織物を機械化することになった。イギリスの繊維製造業者からの急騰する需要に支えられて、いわゆるキング・コットンがジョージア州や他の南部州で直ぐに支配的な者になった。アメリカ合衆国議会は1808年に奴隷貿易を禁止したが、ジョージアではサウスカロライナ州の低地帯やチェサピーク海岸地帯のプランテーションからの奴隷輸入で奴隷人口は増加を続け、1820年の149,656人から1840年の280,944人まで増えた。自由黒人はまだ人口が少なかったが、ほとんどは職人として働き発展した。ジョージア州議会は1842年に、自由黒人はアメリカ合衆国の市民ではないという決議案を全会一致で可決した。
奴隷達は大規模綿花プランテーションの畑で働き、州の経済は奴隷制に寄りかかるようになった。綿花は栽培に手が入らず輸送も容易なので、内陸の辺境にも理想的に適していることが分かった。ピードモント低地すなわち「ブラックベルト」の郡部は、州の中央3分の1を構成しており、はっきりと黒く豊穣な土壌のためにこう名付けられたが、最大で最も生産性の良い綿花プランテーションの場所となった。
1829年ジョージア州北部の山地で金が発見され、アメリカでは最初のゴールドラッシュ、ジョージア・ゴールドラッシュが始まった。連邦造幣局がダーロネガに造られ、1861年まで操業を続けた。白人開拓者の流入で、合衆国政府にはチェロキー族インディアンから土地を取り上げよという圧力が高まった。チェロキー族は土地を所有し、成文憲法で独自の政府を動かし、ジョージア州の権威を認めていなかった。
1830年のインディアン移住法で議論が白熱した。この法では東部にいるあらゆる種族が、現在のオクラホマ州にあるインディアン居留地に送られることになった。「ウースター対ジョージア州事件」で、最高裁は、州はインディアン領土の境界線を引き直すことが許されないと判決を出したが、アンドリュー・ジャクソン大統領とジョージア州はこの判決を無視した。1838年、ジャクソンの後継者マーティン・ヴァン・ビューレン大統領は、チェロキー族を掻き集めてミシシッピ川の西に強制移送するために連邦軍を派遣した。この強制移送は涙の道と呼ばれ、4,000人以上のチェロキー族が死ぬことになった。
ブラックベルト地域の成長が続いた。1860年までにブラックベルトの奴隷人口は、米が主要産物のままである海岸地域の奴隷人口の3倍にもなった。ピードモント高地は主にスコッツ・アイリッシュの子孫である白人小作農によって開拓されていた。そこにも小規模で多くの綿花プランテーションがあったが、ジョージア州北部の奴隷人口比率は海岸地域やブラックベルトよりは低いものの、それでも25％に達していた。1860年、州全体でアフリカ系アメリカ人奴隷の人口比率は44％となっており、絶対数は100万人を少し超えたところだった。

## 南北戦争
1861年1月18日、ジョージア州は合衆国から脱退し、ジョージア州という名前を保持したまま、2月には新しく結成されたアメリカ連合国に加盟した。南北戦争中、ジョージア州は何十万という兵士を戦場に送り、大半はバージニア州の軍隊であった。農業生産は綿花から食料に切り替えられたが、整備されていない道路や鉄道のために輸送の困難さが厳しく、物資の移動が制限された。アメリカ連合国は州内が侵略されないように考慮して小さな武器工場を建てた。アンダーソンビルにあった最大の戦争捕虜キャンプは、物資、食料、水および薬品が極度に欠乏して死のキャンプとなった。
ジョージア州における最初の大きな戦闘は1863年のチカマウガの戦いであり、西部戦線では南軍側の最後の勝利となった。1864年、ウィリアム・シャーマンの北軍がアトランタ方面作戦の一部としてジョージア州に侵入した。南軍の将軍、ジョセフ・ジョンストンは、アトランタにむけて退いていくことで出来る限り敵の進軍を遅らせる一連の遅延戦闘をおこなった。その中でも最大の戦闘はケンソー・マウンテンの戦いだった。ジョンストンと交代したジョン・ベル・フッドはピーチツリークリークの戦いやアトランタの戦いで何度か反撃を試みて失敗し、シャーマンは1864年9月2日にアトランタ市を占領した。
アトランタを焦土とした後、シャーマンは11月15日に海への進軍を開始し、州とのミリッジビルには11月23日に到達し、港湾市サバンナには12月22日に入った。この進軍で州内の10％弱にあたる60マイル (96 km)にわたる帯状の土地を破壊した。シャーマン軍が通った跡は、南軍が支配を取り戻した。この行軍は州内の民衆の歴史として重要な一部になっている。その惨状はマーガレット・ミッチェルの1936年の小説『風と共に去りぬ』およびその同名の映画に収められた。南北戦争でも最後の戦闘の一つ、コロンバスの戦いはジョージア州とアラバマ州の州境で行われた。

## レコンストラクション
レコンストラクションの初めに、ジョージア州には46万人の解放奴隷がいた。1865年1月、シャーマンは特別作戦命令第15号を発行して、連邦当局が島嶼部にある「放棄された」プランテーションの土地を押収し、元奴隷に分配することを認めた。この命令は後にアンドリュー・ジョンソン大統領によって無効にされ、土地は元の所有者に返還された。
ジョンソン大統領が元アメリカ連合国の州を合衆国に復帰させるという決断は、議会で急進的共和党員に批判され、1867年3月、第一次レコンストラクション法が成立し、南部を軍隊の占領下に置いた。ジョージア州はアラバマ州とフロリダ州と共に、ジョン・ポープ将軍が指揮する第3軍事地区の一部となった。急進派共和党は「鉄の誓い」法案を通し、元アメリカ連合国に協力した者の選挙権や被選挙権を停止し、その役職には解放奴隷、カーペットバッガーおよびスキャラワグの連衡したもの、その大半は脱退に反対した元ホイッグ党員を付けた。
1868年1月、終戦後にジョージア州では最初の選挙で選ばれた知事、チャールズ・ジェンキンスは、人種差別の無い州憲法制定会議に州予算を付けることを拒否し、その政府はポープの後継者ジョージ・ミード将軍によって解散され、軍政官によって置き換えられた。この政変はレコンストラクションに反対する白人を刺激し、クー・クラックス・クランの成長を加速させた。グランド・ウィザード（大魔道師）ネイサン・ベッドフォード・フォレストが1868年初期に何度かアトランタを訪れ、組織化を助けた。解放奴隷局の職員は1868年1月1日から11月15日の期間に、州内で解放奴隷に対する殺人を意図した殺人あるいは襲撃事件336件を報告した。
1868年7月、新しく選挙を経た州議会がアメリカ合衆国憲法修正第14条を批准し、共和党の知事ルーファス・ブロックが就任したことで、ジョージア州は合衆国に再加盟した。元アメリカ連合国の指導者ロバート・トゥームズとハウエル・コブを含む州内民主党員がアトランタに集まってレコンストラクションを非難したが、これはジョージア州でも最大の大衆討議と言われた。9月、白人共和党員が民主党員と共同して議会から32人の黒人議員を追放した。1週間後、南西ジョージアの町カミラで、白人住人が黒人の共和党集会を攻撃し、12人を殺した。
このような展開でジョージア州は軍政に戻るべきという要求が現れ、1868年アメリカ合衆国大統領選挙でジョージア州は、ユリシーズ・グラントに反対する投票結果となったことでは、元アメリカ連合国の州では2つしかないうちの1州となったことで、その要求が強まった。1869年3月、ブロック知事はレコンストラクションを長引かせるために、アメリカ合衆国憲法修正第15条の批准失敗を「画策」した。同月、アメリカ合衆国議会は再び、ジョージア州の代議員が議会の席を占めることを禁止し、1869年12月には軍政を再開させた。1870年1月、第3軍事地区の最後の指揮官アルフレッド・テリー将軍は、州議会から元アメリカ連合国協力者を追放し、その跡を共和党の次点者で置き換え、また追放された黒人議員を呼び戻すことで、議会は共和党の圧倒的多数という状態にした。1870年2月、新しく招集された議会がアメリカ合衆国憲法修正第15条を批准し、ワシントンに送る新しい上院議員を選出した。7月15日、ジョージア州は合衆国に再加盟することでは最後の元アメリカ連合国の州となった。その後、民主党は州議会の両院で過半数を獲得し、共和党の最後の知事ブロックは弾劾を避けるために州を捨てることになった。

## 戦後の経済成長

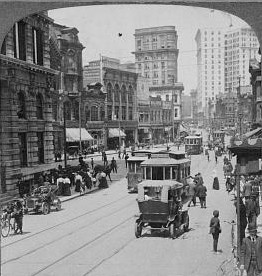
1907年のアトランタ中心街、ピーチツリー・ストリート。電車や自動車でにぎわっている。

レコンストラクション政府の下で、元の州都ミリッジビルは内陸の鉄道集結点アトランタに置き換えられた。新しい州議会議事堂の建設が始まり、1889年に完成した。レコンストラクション後のジョージア州は、ジョセフ・ブラウン、ジョン・ゴードン将軍およびアルフレッド・コルキット将軍の「ブルボン三頭政治」に支配された。1872年から1890年の間、ブラウンかゴードンがジョージア州選出のアメリカ合衆国上院議員の一人となり、コルキットはもう一議席を占めた。この期間の大半、コルキットかゴードンが州知事になった。民主党は白人優位を主張して、実質的に州政を独占した。コルキットは古い農園主階級を代表しており、ウェスターン＆アトランティック鉄道の社長で州内でも最初の百万長者であるブラウンは、新南部実業家を代表した。ゴードンは農園主でも成功した実業家でもなかったが、最も老練な政治家であることを示した。ブラウンは南北戦争の最終盤にアポマトックスで伝説的な最後の突撃を行った北バージニア軍の将軍であり、ジョージア州におけるクー・クラックス・クランの指導者であった。アメリカ合衆国上院議員となった最初の元アメリカ連合国協力者であった。上院ではレコンストラクションを終結させる1877年妥協法案の作成を助けた。ジョージア州北西部の出身であり、その人気によって「マウンテン共和主義」の成長を遅らせた。「マウンテン共和主義」は、奴隷制が行われておらず、農園主階級に対する不満が拡がっていたアパラチアの南部で有力となっていたものである。
金ぴか時代、ジョージア州は南北戦争の荒廃から立ち直り、資源の開発も預かって空前の経済成長を経験した。この時代の行き過ぎた行動に対する反応から最も長続きする商品の一つが生まれた。1885年アトランタとフルトン郡で禁酒法が成立した後で、地元の薬剤師が新しい飲料を発明した。2年後、薬剤師はその飲料をアサ・キャンドラーに売り、キャンドラーがそれを販売促進し、コカコーラは州でも最も有名な商品になった。
「アトランタ・コンスティチューション」紙の編集者ヘンリー・グラディは「新南部」の指導的な発信者となった。グラディは党派的な和解を促進し、急速に工業化する国の中で地域の場所を振興した。1881年の国際コットン博覧会と1895年のコットン州国際博覧会はジョージア州と南部を繊維産業の中心に位置付けさせた。ニューイングランドから工場を誘致し、州内の農業依存経済から多角化することで、戦後の南部に新しい経済基盤を打ち立てた。低賃金労働力と原料産地に近いという魅力があり、新しい繊維産業がコロンバスとアトランタを変質させ、同様にジョージア州とサウスカロライナ州の州境に近いグラナイトビルは繊維製造業の中心になった。
ジョージア州には未開の原生林があるために、特に大西洋岸平原の人口の希薄な松林で製材業が主要産業になった。これは新しい他の産業を支え、特に顕著だったのが製紙業とテレピン油精製業であり、1900年までにジョージア州は海軍軍需品の主導的生産地となった。他にも重要なのは石炭、花崗岩およびカオリン（陶土）の鉱業であり、特にカオリンは紙、煉瓦および陶製管の製造に使われた。
1868年、ジョージア州は他の南部州に先駆けて囚人貸与の仕組みを改良した。圧倒的に黒人が多い囚人を私企業や市民に貸し出して働かせることで現金収入を得た。州は別の形態の奴隷制を作り出すことで現金を得ることになった。作業者は保護が無く、収入も無かった。鉄道会社、鉱山、テレピン油精製者などの製造業で基本的に無給の囚人労働力を使い工業化を急いだ。囚人を雇う主体は人間的な待遇を行うよう法律で義務付けられたが、貸与された囚人が長時間働いたり、残虐に鞭打たれたり、また殺されたという流布された報告書は完全に無視された。ジョージア州の初期資本家はこの仕組みで巨大な利益を得た。最も恩恵を受けたのがジョセフ・ブラウンであり、その鉄道、鉱山および鉄工業はすべて囚人労働に依存していた。
変化する労働市場と農業不況の中で白人が社会的および政治的支配を再度確立しようとするにつれて、ジョージア州と他の南部諸州では解放奴隷に対して向けられた私兵やリンチを行おうとする暴力が発生した。それは別の形での南北戦争の延長であった。民主党が権力を掴んだ後ですら、不安定な1880年代と1890年代に私刑の数は確実に増加し、1899年がその最高点で、27人のジョージア人がリンチ暴徒に殺された。1890年から1900年まで平均して1ヶ月に一人以上の暴徒による殺人が起こった。1882年から1930年までに記録された450回の私刑での犠牲者の95％以上が黒人だった。
コットン州国際博覧会はブッカー・T・ワシントンのアトランタ妥協の機会として有名になった。ワシントンはアフリカ系アメリカ人に対し、社会的平等を要求するのではなく、農業や職人、家事労働での達人になることでその状態を改良することにその努力を集中させることを奨励した。現存の状態の中に広い基盤を構築することを提案した。白人に対しては人種間の社会的および経済的関係を改善する責任を持つよう奨励した。W・E・B・デュボイスのような黒人指導者は教育に対する古典的かつ学術的基準を支持し、ワシントンに強く反発し、抑圧に対する黙認を奨励していると非難した。アメリカでも最も高い教育を受けていた黒人であるデュボイスは、1897年にアトランタ大学の教員となり、そこで数年間教鞭を取った。ジョージアにおけるその経験と研究はその有名な著書『黒人大衆の精神』に結実した。
アフリカ系アメリカ人社会は出来る限り多くの教育を受けられるよう急速に動いていた。南北戦争前の一握りの学校があった状態に始まり、19世紀の終わりまでに、3万人以上の訓練された教師が南部中のアフリカ系アメリカ人の子供のための学校で働いていた。田舎の学校では子供達を労働に使うという必要性のために1年に数ヶ月しか開かれないこともあったが、親たちは最善を尽くした。教えることは経歴として高く尊敬され、男でも女でもその人種を助けるために才能有る指導者への道と見られた。

## 農民の反乱と権利の剥奪
グラディなど新南部の主唱者達がジョージアの都市の未来を主張する一方で、州の経済は圧倒的に綿花に依存したままであった。過去に起こった工業化の大半は綿花農業に従属するものとしてであった。州内の新しい繊維工場の多くは単純な綿糸の袋を製造しているだけであった。綿花1ポンドの価格は南北戦争終戦時の1ドルから、1870年代平均の20セント、1880年代の9セント、1890年代の7セントと急落していった。1898年までに、1ポンド当たり5セントまで落ち込み、綿花を生産するコストは1ポンド当たり7セントであった。かって繁栄していた農園主が駆け出しの小農と変わらなくなった。
数多くの解放奴隷が雇われて労働者となるよりも小作農すなわちシェアクロッパーになった。抵当権の仕組みを使って田舎の商人が農業用具、肥料、種および小作を可能にするために必要な食料の供給を独占して綿花生産の中心的役割を担った。綿花の価格が下降して生産コスト以下になり、1890年代までに綿花生産者の80ないし90％はそれが土地所有者であろうと小作人であろうと、抵当を取った商人に借金した。
負債を追ったジョージアの綿花栽培者は連続的に「農業改革」を明らかにすることで反応した。1870年代のグランジャー運動、1880年代の農民同盟、そして1890年代の人民党と続いた。1892年、アメリカ合衆国下院議員トマス・ワトソンは人民党に加わり、圧倒的に西部の議員が多い議会からの派遣団に対する最も目立つ代弁人となった。南部の人民党は囚人貸与の仕組みを非難し、白人や黒人の小農が連帯して経済的利益を分け合う原則を奨励した。彼らは一般的に社会的平等を唱えることを控えていた。
ワトソンはその随筆「南部における黒人問題」で、黒人と白人農夫の間の共同戦線を訴え、次の様に言った。
南部の人民党は西部の人民党の強調する銀の自由鋳造には賛成せず、民主党と融合したいという望みには激しく反対した。死の恐怖、暴徒の暴力および投票箱の詰め物に直面し、州内ブルボン民主党の政治機構による独占に挑戦した。1896年アメリカ合衆国大統領選挙で民主党と合体したことが南部の人民党にとって致命的な打撃となった。人民党はウィリアム・ジェニングス・ブライアンの副大統領候補としてワトソンを指名したが、ブライアンはニューイングランドの実業家アーサー・スウォールを民主党指導者に対する妥協として選出した。
ワトソンは再選されなかった。人民党が消滅すると、ワトソンはその定期刊行物『ジェファーソニアン』を通じて、活発な反ユダヤ主義、反カトリック主義および白人至上主義者として改革を訴えた。以前の人民党員を惹きつけた社会主義を攻撃した。1904年と1908年にも党の大統領候補を出して選挙運動を行ったが、ほとんど成功しなかった。ワトソンはジョージア州の政治にその影響力を及ぼし続け、M・ホーク・スミスの知事選挙ではキーとなる支持を与えた。

### 権利剥奪と裁判所の挑戦
グロバー・クリーブランド内閣の閣僚であったホーク・スミスはブライアンを支持したためにクリーブランドと訣別した。スミスの知事としての任期はジム・クロウ法の成立と、個人が投票を行うために読み書きのテストと資産の所有という資格を満足するよう求めた1908年の憲法修正が特筆される。大半の白人にはこれら要求事項が当てはまらないように「祖父条項」が使われたので、この法はアフリカ系アメリカ人の権利剥奪を効果的に発揮することになった。ジョージア州の修正はミシシッピ州とアラバマ州の各憲法に同様な規定があると支持した1898年と1903年の最高裁判決に続くものであった。
選挙権登録に対する能力を失うことは陪審員を務めることから排除され、さらに地方、州および連邦でのあらゆる代表者を失うことを意味したので、アフリカ系アメリカ人社会や貧乏白人にとって新しい規定は衝撃的なものであった。1900年、ジョージア州のアフリカ系アメリカ人人口は1,035,037人であり、州人口の47%近くを占めていた。
ジョージア州や他の州の人々による訴訟が続き、「グイン対アメリカ合衆国事件」で祖父条項が撤廃されたように幾らかの慰安をもたらした。白人が支配する州議会と州民主党は直ぐに白人のみの予備選挙のような参政権拡張に対する新たな障壁を作ることで反応した。
1934年、ジョージア州は選挙権資格として人頭税を課する法案を成立させた。この規定は費用を払うことなく選挙権を得ようとした貧乏白人によって起こされた挑戦である「ブリードラブ対サットルズ事件」（1937年）について最高裁の判決で支持された。ジョージア州では1940年までに2万人の黒人が選挙権を登録できた。1944年、「スミス対オールライト事件」の最高裁判決では、白人のみの予備選挙を禁止し、1934年にジョージア州はその人頭税を撤廃した。黒人公民権運動グループ、特にアトランタの全市民登録委員会は素早く動いてアフリカ系アメリカ人を登録した。1947年までに125,000人を登録することができたが、これは資格ある年齢の人口では18.8%だった。
1958年、州議会は読み書き能力テストで30問中20問に正答を出せることを要求することで、登録条件をさらに厳しくする法案を通した。テレルのような田舎の郡では、黒人の投票権登録が抑えられた。この法律で郡内人口の64%が黒人だったが、登録できたのは48人に過ぎなかった。
ジョージア州の市民全てが再度投票権を完全に保護されることは1960年代半ばまで無かった。1965年に公民権運動のアフリカ系アメリカ人指導者が選挙権法の成立を勝ち取った。

## ワタミゾウムシ、大移住と第二次世界大戦
1900年代初期、ジョージア州の製造業と農業は成長した。綿花産業は西部の方でワタミゾウムシの被害がおこり、それからの恩恵を受けた。1911年、ジョージア州は綿花280万俵という記録を残した。4年後、ワタミゾウムシ被害がジョージア州にも届き、1921年までにその影響は州内綿花生産の45%に及んだ。第一次世界大戦によって1919年に綿花の価格を1ポンド1ドルまで押し上げたが、直ぐに10セントまで下がった。土地所有者はワタミゾウムシによって破滅させられ、価格の下落でその小作農も追い出してしまった。
第一次世界大戦の間に工場での職が広がり始める前の1910年から、何十万人にもなるアフリカ系アメリカ人が、その子供に対する教育機会や投票権を求めて北部の工業州に移住し、大移住と呼ばれる大量の人口移動が始まった。1910年から1940年までに、また第二波の1940年から1970年までに650万人以上のアフリカ系アメリカ人が南部を離れ、北部や西部の工業都市に向かった。彼らは急速に都市化され、多くは工業労働者として成功した人生を築いた。
ジョージア州は、13歳のメアリー・フェイガンという白人女性雇員を強姦し殺したことで告発されたアトランタのユダヤ人工場経営者レオ・フランクについて、悪名高き裁判と私刑を行ったことで、国民を震撼させた。上告審が失敗した後で、1917年に私刑を目論む暴徒がフランクを殺害した。自分達のことを「メアリー・フェイガンの騎士」と呼ぶ首謀者達には著名な政治家も含まれており、最も有名な者は元知事のジョセフ・マッキー・ブラウンであった。出版者のワトソンは煽り立てるような新聞報道で暴力を扇動する指導的な役割を演じた。
新しい移民、都市移民および急速な変化から社会的な緊張が高まっていたことに加え、この裁判はクー・クラックス・クランの再生を促し、1915年11月にストーン山の儀式で復活した。アトランタを帝国の都市としたクー・クラックス・クランは急速に州および都市部で強力な役割を占めるまでに成長した。1923年から1927年が任期であったクリフォード・ウォーカー知事はクー・クラックス・クランとの結び付きが強かった。その10年間の終りまでに、この組織は多くの醜聞、内輪もめおよび反対する声に苦しめられた。州内の会員は1925年の最高時156,000人から1930年の1,400人まで激減した。
世界恐慌でジョージア州の経済状態はかなり悪化した。綿花や他の農業生産品に対する需要が崩壊し、お粗末な土地利用戦略によって生態系が攪乱されたことが輪を掛けた。州内の田舎の大半では、恐慌の影響は国全体ほど顕著ではなかったが、これは人々が1920年代を通じて既に苦しみを味わっていたこともあった。
ニューディール政策は田舎に電化、住宅と道路の建設、教育および健康管理に大きな進歩をもたらし、ジョージア州は大きな恩恵を受けた。ルーズベルトが就任して最初の100日のうちに法制化した農業調整法は、綿花の減反を行って供給を減らした農夫を補償した。1932年から1936年までに綿花の価格は1ポンド5セントから15セントまで上がった。1933年と1940年の間、ニューディールはジョージア州に2億5千万ドルをもたらした。政府機関を作って、田舎の電化計画、図書館、学校、公園、道路および国では初めての公営住宅計画およびスラムの撤去を含む広範な公共事業計画を提供した。フランクリン・ルーズベルトはジョージア州と特別近い関係にあった。ウォーム・スプリングの療養水系の近くに「リトル・ホワイトハウス」として知られる家を建てた。
ルーズベルトの計画はジョージア州の強力な知事ユージーン・タルマッジからかなりの反対を受けた。タルマッジは元農政局長官であり、「本質的な小作農」であるべきという主張はその小さな町や田舎の選挙区で支持を勝ち得ていた。知事として4期（1933年-1937年）務めたタルマッジは多くのニューディール計画を排斥しようとした。白人至上主義に訴えて、ニューディール計画は白人と等しく黒人労働者に賃金を払っていると非難し、ニューディールは共産主義の傾向があると言って攻撃した。1936年の選挙でタルマッジはアメリカ合衆国上院議員を目指したが、ニューディール賛成派の現職リチャード・ラッセル・ジュニアに敗れた。彼が知事に推した候補者も敗北した。ニューディール賛成派の州下院議長E・D・リバースの下で、1940年までにジョージア州は多くの田園電化組合や田園公営住宅計画で国を引っ張っていった。
タルマッジは1940年に知事に再選されたが、ジョージア大学の学部長が人種的平等を提唱したことを根拠にクビにしたことでスキャンダルに巻き込まれた。このことで南部大学学校認定協会は州の白人向けカレッジの認定を取り消すことになった。1942年、タルマッジは知事再選を目指したが落選した。1946年、再度知事に選ばれた。これは白人予備選を無効化した連邦裁判所の判決に反対したことが一部功を奏したが、タルマッジは就任前に死んだ。その任期中はニューディール賛成派の政治家達、特に有名なアトランタ市長ウィリアム・B・ハーツフィールドと共に働くことでタルマッジの反対は回避されていた。
第二次世界大戦下の工業生産はジョージアの経済を不況から脱出させた。超空の要塞。戦略爆撃機B-29の主要組み立て工場となったマリエッタのベル・エアクラフト工場はその最盛期に約28,000人を雇用し、メイコンの近くのロビンズ空軍基地は約13,000人の文民を雇用した。フォートベニングは世界でも最大級の歩兵訓練学校となり、新しく解説されたフォートゴードンは主要配備施設になった。サバンナやブランズウィックの造船所は軍需物資をヨーロッパ戦線や太平洋戦線に運ぶ多くのリバティ船を建造した。人種的敵対意識の休止に続いて、州の都会は繁栄を続けた。
1946年、伝染病センター、後にアメリカ疾病予防管理センターが元戦域マラリア管理事務所のスタッフによってアトランタに設立された。1946年から1955年の間に、種内で新しく500もの工場が建てられた。1950年までに農業よりも製造業で多くの者が雇用された。それと同時に、農業の機械化によって農業労働者の需要が劇的に低下した。これが元小作農の主に中西部、西部および北西部都市へのもう一つの都市流入を促進したが、州内でも急成長する都心部への移住が起こった。戦時中アトランタのキャンドラーフィールド空港は航空業務という観点で全米でも最も繁忙な空港となった。その後ハーツフィールド市長はこの都市が国内の主要な人口中心との関係で戦略的な場所にあることを元に、商業航空路のハブ空港とすることに政治活動を行って成功した。

## 公民権運動

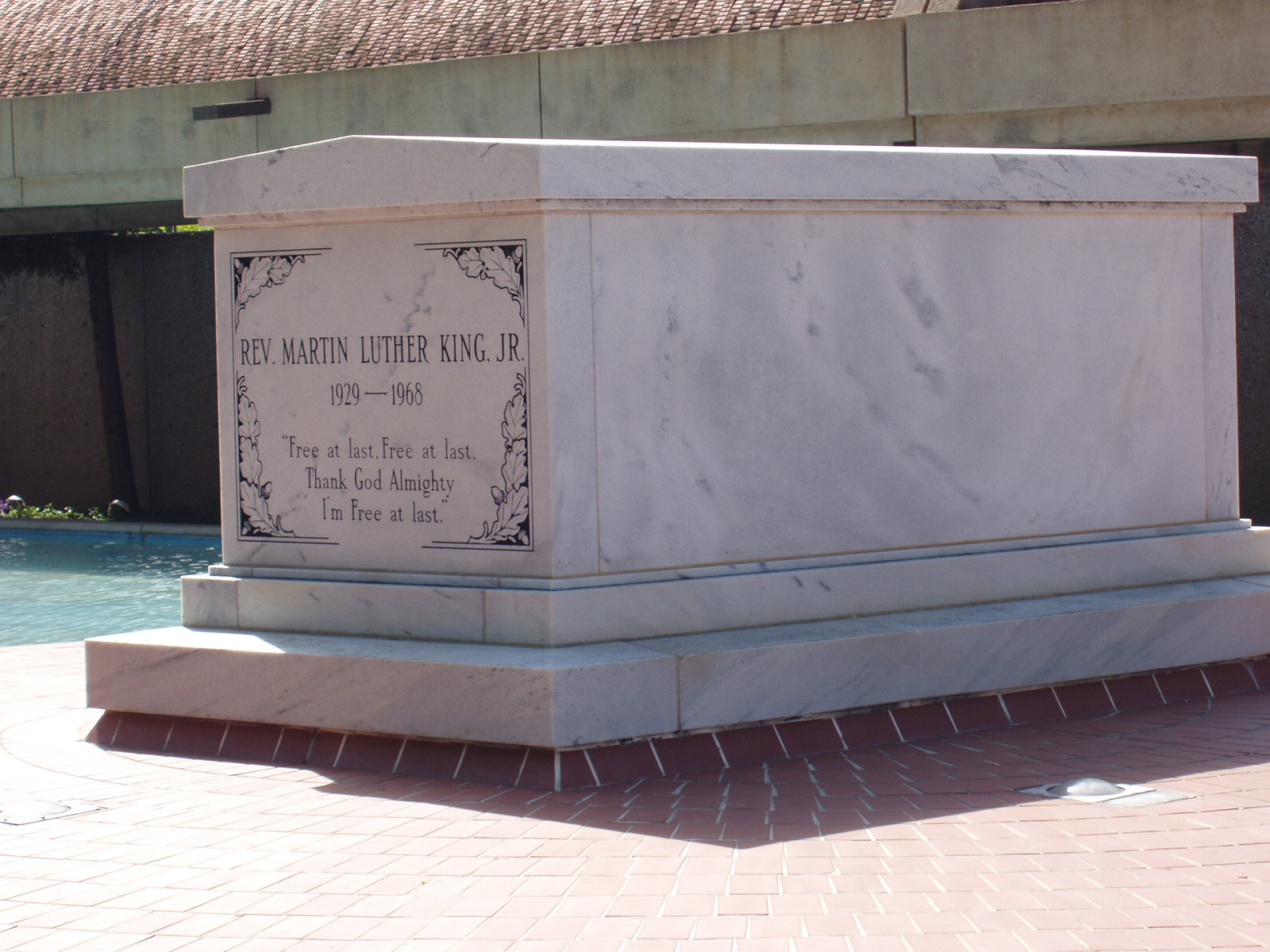
キング牧師の墓。キング・センター

アフリカ系アメリカ人男性が第二次世界大戦で犠牲となり功績も挙げたことは戦後の公民権運動に活力を与えることになった。南部州が彼らの投票権を阻止し子供達を標準以下の学校に留めていることを認める国のために彼らは戦ってきた。戦後期、変化のための新しい動きがあった。
移住の波の後の1960年、ジョージア州のアフリカ系アメリカ人人口は1,122,596人となり、州人口の28%であった。投票資格年齢達した者の大半がまだ選挙権を得られなかった。教育を受け中流階級となった黒人の中からアトランタに指導者が出て、ジョージア州は公民権運動の重要な戦場になった。
1954年の「ブラウン対教育委員会事件」の最高裁判決は、「たとえ火の中水の中」と言ってジョージア州の学校分離政策を保とうと誓った州知事マービン・グリフィンによって非難された。
アトランタ生まれでそこで育ったバプテストの牧師マーティン・ルーサー・キング・ジュニアが1955年のモンゴメリー・バス・ボイコット事件で国民的指導者としての頭角を現した。牧師の息子であるキングはボストン大学で博士号を取得し、アトランタの強いアフリカ系アメリカ人社会で発展した教育ある中流階級の一人だった。モンゴメリーでのボイコットの成功で、キングは他の者達と合流して1957年にアトランタで南部キリスト教指導者会議を形成し、南部中の公民権運動の政治的指導力を発揮することになった。黒人の教会は長い間彼らの地域社会の重要な中心であり、牧師達は公民権闘争の前線に立ってきた。
ジョージアなどで、社会的変化に関わる緊張は暴力に発展した。1958年、「地下の南軍」（Confederate Underground）と呼ばれる集団が、ユダヤ人が公民権運動を支持していることに対する反応として、アトランタの改革派 (ユダヤ教)改革派ユダヤ教会を爆破した。
南部キリスト教指導者会議は1961年にオールバニで人種差別廃止キャンペーンを行った。地元の警察署長が暴力を取り締まっていたこともあって、このキャンペーンの広い焦点は劇的な勝利を得られるまでには至らなかった。オールバニ・キャンペーンはキングと南部キリスト教指導者会議に教訓を与え、1963年から1964年に掛けてアラバマ州でより成功を収めたバーミングハム・キャンペーンに生かされることになった。キングとその追随者の指導力は、あらゆる市民に共通の公民権をという活動家の主張の道徳的な観点に対して、国民の意見を賛成させる方向に変えて行った。ジョン・F・ケネディとその弟ロバート・ケネディは公民権法案を準備し、議会に提出した。
国民の支持を獲得しつつあるアフリカ系アメリカ人の側に立ったリンドン・ジョンソン大統領は、1964年に公民権法を成立させた。翌年、選挙権法も成立し、選挙権に対する保護を定めた。南部中のアフリカ系アメリカ人は直ぐに選挙権登録し、政治過程の中に再度入り始めたが、20世紀では初めてジョージア州からアメリカ合衆国議会にアフリカ系アメリカ人議員を送り出すまでには数年を要した。
アトランタ市長アイバン・アレン・ジュニアは公民権法を指示することを議会の前で宣言し、州知事カール・サンダーズはケネディの任期中に協力して州が法に従うことを確実にした。「アトランタ・コンスティチューション」の編集者で企業連合体が雇用しているコラムニストのラルフ・マクギルは公民権運動を支持する記事を書いて、称賛と反目の両方を得た。しかし、ジョージア州の白人大多数は人種差別撤廃に反対を続けた。
1964年アメリカ合衆国大統領選挙で、共和党のバリー・ゴールドウォーターがジョージア州、アラバマ州およびミシシッピ州で過半数の票を獲得したが、これは公民権法に反対していたことが一部寄与していた。1968年アメリカ合衆国大統領選挙では、人種差別撤廃に反対を唱えるアラバマ州知事ジョージ・ウォレスがアメリカ独立党の候補として立候補し、同じように3州で勝利した。
1966年、レスター・マドックスがジョージア州知事に選ばれた。マドックスは自分の経営するレストランに入ろうとしたアフリカ系アメリカ人の公民権示威運動者を脅したことで名声を得ていた。マドックスは頑固に人種差別撤廃に対する反対を扇動した。キング牧師の暗殺後、マドックス知事はキングの遺体が州議事堂に収められてこのノーベル賞受賞者に栄誉が与えられることを拒否した。
1969年、アメリカ合衆国司法省はジョージア州の公的教育における差別撤廃を要求する訴訟を起こして成功した。1970年、新しく知事に選出されたジミー・カーターはその就任演説で人種差別の時代は終わったと宣言した。
公民権法と選挙権法の成立で、アフリカ系アメリカ人はその選挙権を取り戻し、公式の政治参加が可能になった。1972年、アンドリュー・ヤングがレコンストラクション時代以来初めてジョージア州選出のアフリカ系アメリカ人アメリカ合衆国下院議員となった。ヤングはキングの運動を補助していた者の一人であった。1974年、アトランタ市はその最初のアフリカ系アメリカ人市長メイナード・ジャクソンを選んだ。

## サンベルトの成長と新右翼
1980年、ハーツフィールド・ジャクソン・アトランタ国際空港の建設が完成した。世界一の空港として、1年間に5,500万人の旅客を扱えるように設計された。この空港が経済成長の主要原動力になった。アトランタ都市圏は、低い不動産価格、低い税金、反組合労働権確立法、および緩い法人規制という利点を生かし、財政、保険および不動産業の国の中心となると共に、会議や貿易の展示会事業でも中心となった。アトランタ市が国際的な注目度を高めるようになった証拠として、1990年の国際オリンピック委員会は1996年の夏季オリンピック開催地としてアトランタを選んだ。交通中継点としてのアトランタの利点を生かし、ユナイテッド・パーセル・サービスが1991年にアトランタ郊外に本社を構えた。1992年、ニューヨークやシカゴを除いてアメリカ合衆国では最も高い建物、バンク・オブ・アメリカ・プラザビルが完工した。
民主党が公民権法に関係したことと人種差別撤廃に関する連邦の関与に対する反応として、ジョージア州では以前民主党の固い基盤（ソリッドサウス）であった他の南部州と同様に、次第に共和党の支持に転換し、大統領選挙でその傾向が現れてきた。ジョージア州生まれのジミー・カーターが一期のみの大統領を務めたことに、ロナルド・レーガンの人気と共和党の組織的な努力、および宗教右派の成長という動揺でその動きが加速された
1992年、ポール・カバーデルがレコンストラクション終了以来ジョージア州では初めての共和党アメリカ合衆国上院議員となった。新しく選ばれた民主党のビル・クリントン大統領の軍隊におけるゲイなど社会問題に反応したアメリカキリスト教同盟の指導者ラルフ・E・リード・ジュニアは、ジョージア州に接近し、1994年の中間選挙で福音主義や原理主義キリスト教徒を動かして共和党候補者の支持に回った。共和党でジョージア州選出のアメリカ合衆国下院議員ニュート・ギングリッチは共和党革命の指導者と認識され、下院議長に選出された。彼の選挙区は富裕なアトランタ北部郊外である。もう一人のジョージア州選出のアメリカ合衆国下院議員ボブ・バーは結婚防衛法（同性結婚を認めない法）を提案しビル・クリントンの弾劾に至る運動を先導した。
ジョージア州急進的右翼テロリズムの中心として悪評がある。1996年のオリンピック開催中、国際オリンピック委員会がアトランタの郡部で成立した反ホモセクシャル決議案を非難した後、攻撃的な原理主義キリスト教徒、エリック・ロバート・ルドルフがオリンピック公園に爆弾を仕掛け、2名を殺害し、111名を負傷させた。翌年、ルドルフとの結び付きがある「神の軍隊」がアトランタにあるレズビアンのナイトクラブと妊娠中絶を行う医院を爆破した。
このような政治情勢の中で、ジョージア州の指導的民主党知事ゼル・ミラー（任期は1990年から1999年）は右傾化した。2000年にカバーデルの死去に伴いアメリカ合衆国上院議員に指名された後で、イラク戦争、社会保障問題、税金の引き下げ、およびゲイの結婚に対する反対といった問題でジョージ・W・ブッシュの顕著な同盟者となった。2004年の共和党全国大会では議論の多い基調演説を行い、ブッシュの再選を後押しし、民主党の仲間を非難した。2002年、ジョージア州ではレコンストラクション以来初めての共和党知事ソニー・パーデューを選出した。パーデューは、南軍の戦闘標章を外すという論議の多い州旗改定案に反対する選挙運動を行った。

### 学者による研究、1900年まで
- Bass, James Horace. "The Attack upon the Confederate Administration in Georgia in the Spring of 1864." Georgia Historical Quarterly 18 (1934): 228-247.
- Bass, James Horace. "The Georgia Gubernatorial Elections of 1861 and 1863." Georgia Historical Quarterly 17 (1935): 167-188
- Bryan, T. Conn. Confederate Georgia University of Georgia Press, 1953.
- Coleman, Kenneth. Confederate Athens, 1861-1865 University of Georgia Press, 1967.
- Charles L. Flynn Jr., White Land, Black Labor: Caste and Class in Late Nineteenth-Century Georgia (LSU Press 1983)
- William W. Freehling and Craig M. Simpson; Secession Debated: Georgia's Showdown in 1860 Oxford University Press, 1992
- Hahn Steven. The Roots of Southern Populism: Yeoman Farmers and the Transformation of the Georgia Upcountry, 1850-1890. Oxford University Press, 1983.
- Hamilton, Peter Joseph.  The Reconstruction Period (1906), full length history of era; Dunning School approach; 570 pp; ch 12 on Georgia
- Miles, Jim To the Sea: A History and Tour Guide of the War in the West: Sherman's March Across Georgia, 1864 Cumberland House Publishing(2002)
- Clarence L. Mohr. On the Threshold of Freedom: Masters and Slaves in Civil War Georgia (1986)
- Parks, Joseph H. Joseph E. Brown of Georgia. LSU Press, 1977.
- Parks, Joseph H. "State Rights in a Crisis: Governor Joseph E. Brown versus President Jefferson Davis." [Journal of Southern History 32 (1966): 3-24. online at JSTOR
- Darden Asbury Pyron; ed. Recasting: Gone with the Wind in American Culture University Press of Florida. (1983)
- Joseph P. Reidy; From Slavery to Agrarian Capitalism in the Cotton Plantation South: Central Georgia, 1800-1880 University of North Carolina Press, (1992)
- Saye, Albert B. New Viewpoints in Georgia History 1943.
- Schott, Thomas E. Alexander H. Stephens of Georgia: A Biography. LSU Press, 1988.
- Thompson, William Y. Robert Toombs of Georgia. LSU Press, 1966.
- Wallenstein; Peter. From Slave South to New South: Public Policy in Nineteenth-Century Georgia University of North Carolina Press, 1987
- Werner, Randolph D. "The New South Creed and the Limits of Radicalism: Augusta, Georgia, before the 1890s" Journal of Southern History v 57 #3 2001. pp 573+.
- Woodward, C. Vann. Tom Watson: Agrarian Rebel (1938)
- Woolley; Edwin C. The Reconstruction of Georgia (1901 )Dunning School

### 1900年以降
- Karen Ferguson; Black Politics in New Deal Atlanta University of North Carolina Press, 2002
- Gary M. Fink; Prelude to the Presidency: The Political Character and Legislative Leadership Style of Governor Jimmy Carter Greenwood Press, 1980
- Gilbert C. Fite; Richard B. Russell, Jr., Senator from Georgia University of North Carolina Press, 1991
- Douglas Flamming; Creating the Modern South: Millhands and Managers in Dalton, Georgia, 1884-1984 University of North Carolina Press, 1992
- William Warren Rogers. Transition to the Twentieth Century: Thomas County, Georgia, 1900-1920 2002. vol 4 of comprehensive history of one county.
- Peirce, Neal R. The Deep South States of America: People, Politics, and Power in the Seven Deep South States (1974). Reporting on politics and economics 1960-72
- Thomas Allan Scott. Cobb County, Georgia, and the Origin of the Suburban South: A Twentieth Century History (2003).
- Mel Steely. The Gentleman from Georgia: The Biography of Newt Gingrich Mercer University Press, 2000. ISBN 0-86554-671-1.
- Stephen G. N. Tuck. Beyond Atlanta: The Struggle for Racial Equality in Georgia, 1940-1980 . University of Georgia Press, 2001. ISBN 0-8203-2265-2.)
- C. Vann Woodward, Tom Watson: Agrarian Rebel (1938)

### 一次史料
- Scott, Thomas Allan ed. Cornerstones of Georgia History: Documents That Formed the State (1995). Collection of primary sources.

### オンライン一次史料
- Biographical Memorials of James Oglethorpe, by Thaddeus Mason Harris, 1841
- A Brief Description and Statistical Sketch of Georgia, United States of America: developing its immense agricultural, mining and manufacturing advantages, with remarks on emigration. Accompanied with a map & description of lands for sale in Irwin County, By Richard Keily, 1849.
- Essay on the Georgia Gold Mines, by William Phillips, 1833 (Excerpt from: American Journal of Science and Arts. New Haven, 1833. Vol. XXIV, No. i, First Series, April (Jan.-March), 1833, pp. 1-18.)
- An Extract of John Wesley's Journal, from his embarking for Georgia to his return to London, 1739. The journal extends from October 14, 1735, to February 1, 1738.
- Georgia Scenes, characters, incidents, &c. in the first half century of the Republic, by Augustus Baldwin Longstreet (1840, 2nd ed)
- Report on the Brunswick Canal and Rail Road, Glynn County, Georgia. With an appendix containing the charter and commissioners' report, by Loammi Baldwin, 1837
- Society, A journal devoted to society, art, literature, and fashion, published in Atlanta, Georgia by the Society Pub. Co., 1890-
- Views of Atlanta, and The Cotton State and International Exposition, 1895
- Sir John Percival papers, also called: The Egmont Papers, transcripts and manuscripts, 1732-1745.
- Educational survey of Georgia, by M.L. Duggan, rural school agent, under the direction of the Department of education. M.L. Brittain, state superintendent of schools. Publisher: Atlanta, 1914.
- Digital Library of Georgia Georgia's history and culture found in digitized books, manuscripts, photographs, government documents, newspapers, maps, audio, video, and other resources